# Thomas Woolner

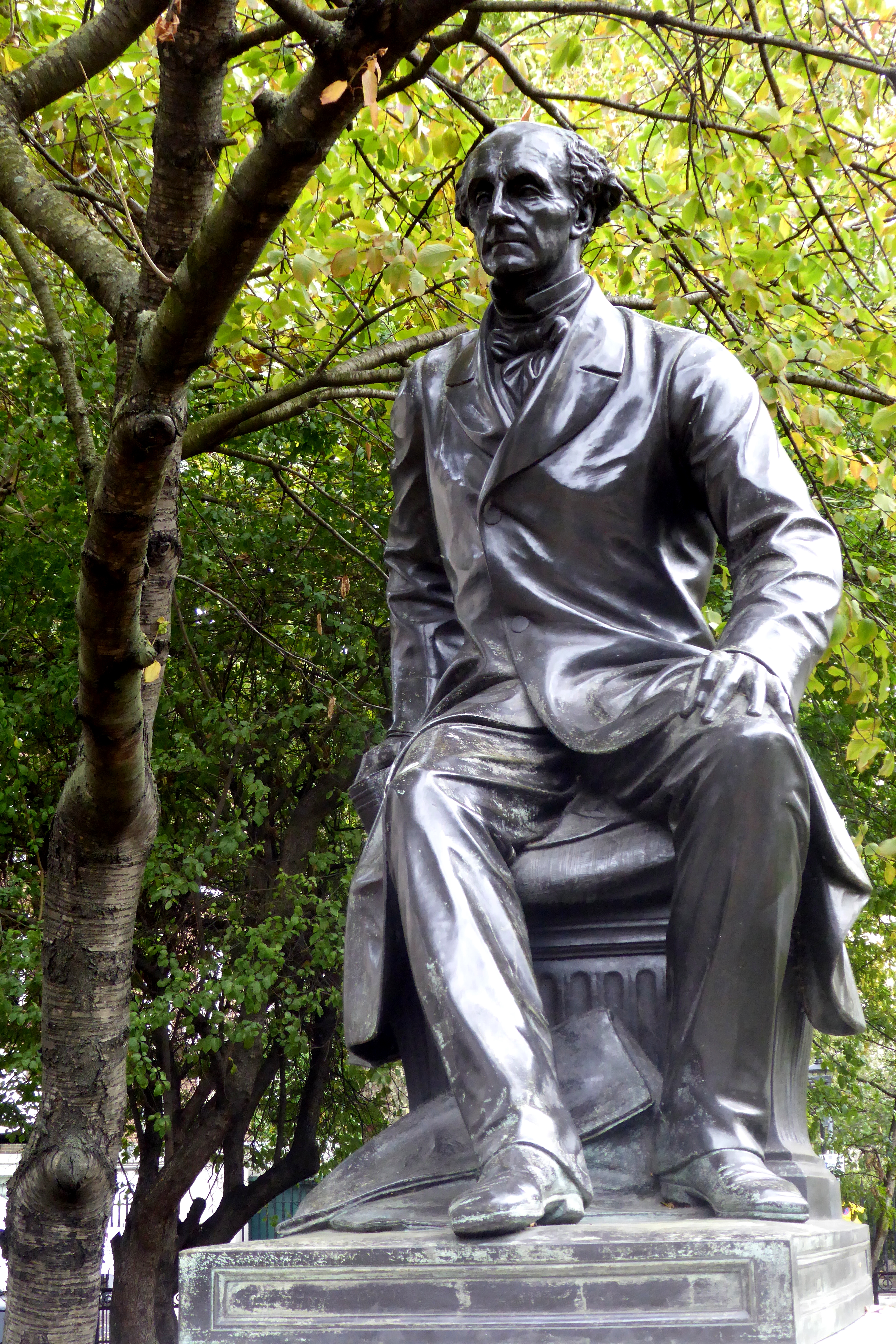
Pomnik Johna Stuarta Mill'a w Londynie

Thomas Woolner (ur. 17 grudnia 1825 w Hadleigh, zm. 7 października 1892 w Londynie) – angielski malarz i rzeźbiarz, współzałożyciel Bractwa Prerafaelitów. 
Studiował w Royal Academy Schools od 1842 roku, pierwsza wystawa jego obrazów odbyła się już po roku od rozpoczęcia studiów. W 1848 został członkiem założycielem Bractwa Prerafaelitów. Nie podzielał ich fascynacji średniowieczem, jednak jego prace odznaczają się wielką dbałością o szczegóły. W 1852 wyemigrował do Australii, gdzie zdobył znaczną popularność jako twórca medalionów portretowych i popiersi. Powrócił do ojczyzny w 1857, w 1875 został członkiem i profesorem rzeźby w Royal Academy. Był popularnym rzeźbiarzem portretowym wśród intelektualistów i naukowców, przedstawiał też brytyjskich bohaterów narodowych takich jak James Cook i Thomas Stamford Raffles. Charles Darwin nazwał na jego cześć część ludzkiego ucha (Woolnerian tip).
Thomas Woolner był również poetą, szczególną popularność zdobył jego wczesny utwór My Beautiful Lady. Napisał ponadto utwory Pygmalion, Sylen i Tiresius. Przyjaźnił się z Alfredem Tennysonem. Zmarł na udar mózgu w Londynie.